# Persona (cantant)
Pau Garcia Ruiz, coneguda pel nom artístic Persona   (Barcelona, 2002), és una cantant, compositora i productora musical catalana.

## Trajectòria
És una música autoproduïda, és a dir, ella mateixa compon, interpreta, produeix i grava la seva música en un estudi col·lectiu, Exciter Studio, situat a Blanes. També mescla, masteritza i toca en altres grups. Abans de llançar-se a la creació musical, ja havia treballat com a tècnica de so. El 2023, es va incorporar al segell d'artistes independents Foehn Records i va publicar el seu primer EP, titulat Naïf. L'EP està compost de cinc cançons i el va presentar a la sala Heliogàbal de Barcelona.
Al llarg de la seva carrera, ha col·laborat amb artistes com Yudi Saint X, Claudia Allmang i Oskar Okay. També ha fet concerts en ciutats com Barcelona i Girona, i fins i tot n'ha fet algun a Corea del Sud.

## Estil
La seva obra musical és experimental i oscil·la entre gèneres com l'indie, l'electrònica i l'urban. De fet, l'artista considera que els gèneres musicals «no tenen cap mena de sentit». La crítica ha descrit la seva música com poètica, sentimental, íntima i, sobretot, híbrida. També hi trenca sovint estereotips de gènere.
Algunes de les influències de Persona són Alice Phoebe Lou, Clairo i Mura Masa; secundàriament, la seva música també beu de noms com El Petit de Cal Eril, Marialluïsa, Carlota Flâneur i Caroline Polachek.

## Discografia

### EP
- Naïf (Foehn Records, 2023)

### Senzills
- «TANMATEIX» (2022)
- «NOSE» (2023)
- «MARXO» (2023) (amb Oskar Okay)
- «Algo raro (ft. Teuma Thug) [Persona Remix]» (2023) (amb Yudi Saint X i Teuma Thug)
- «PLORAR +++ BALLAR» (2023)
- «Estic Per Tu» (2023)
- «La Cançó dels Nostres Ulls» (2024)
- «IRTE A BUSCAR» (2024) (amb Claudia Allmang)